# 龍林駅
龍林駅（リョンリムえき、朝鮮語: 룡림역）は、朝鮮民主主義人民共和国平安南道文徳郡にあり、清南線に属する。 

## 隣の駅
清南線
清南駅 - 龍林駅 - 七里駅